# Open Arms
"Open Arms" é uma música da banda de rock estadunidense Journey. Foi lançado como um single da trilha sonora do Heavy Metal e seu álbum de 1981, Escape. Co-escrita pelos membros da banda Steve Perry e Jonathan Cain, a música é uma poderosa balada cujas letras tentam renovar um relacionamento à deriva. É um dos hits de rádio mais reconhecidos da banda e seu maior hit na Billboard Hot 100 dos EUA, alcançando o número dois em fevereiro de 1982 e mantendo essa posição por seis semanas (atrás de "Centerfold" da J. Geils Band e "I Love Rock 'n' Roll" de Joan Jett and the Blackhearts.
"Open Arms" foi regravado por vários artistas. A cantora americana Mariah Carey teve um sucesso internacional com a música em 1996; dela é sem dúvida a versão mais conhecida da música no Reino Unido, onde alcançou o número 4 na parada de singles do Reino Unido. A música também foi regravada por artistas como o cantor e compositor americano Barry Manilow, o grupo de R&B Boyz II Men e a cantora canadense Celine Dion. Também é um favorito nas competições de canto na televisão, sendo apresentado por concorrentes nos programas americanos The Voice e American Idol, e o The X Factor. do Reino Unido.
A gravação de "Open Arms" da Journey foi descrita como uma das maiores canções de amor já escritas; O VH1 nomeou a música como a balada de maior potência de todos os tempos. Mike DeGagne, da AllMusic, a descreveu como "uma das baladas mais bonitas do rock", que "brilha com honestidade e sente que apenas Steve Perry poderia reunir".

## Desempenho nas tabelas musicais
| Tabela musical (1982)                         | Melhor posição |
| --------------------------------------------- | -------------- |
| Austrália (Kent Music Report)                 | 43             |
| Canadá (RPM Adult Contemporary)               | 2              |
| Canadá (RPM)                                  | 2              |
| Estados Unidos (Billboard Hot 100)            | 2              |
| Estados Unidos (Billboard Adult Contemporary) | 7              |
| Estados Unidos (Billboard Mainstream Rock)    | 35             |
| Estados Unidos (Cashbox Top 100)              | 1              |
| Nova Zelândia (Recorded Music NZ)             | 49             |
| Tabela musical (2009)                         | Melhor posição |
| Reino Unido (Official Charts Company)         | 169            |

| Tabela musical (1982)              | Melhor posição |
| ---------------------------------- | -------------- |
| Canadá (RPM)                       | 21             |
| Estados Unidos (Billboard Hot 100) | 34             |
| Estados Unidos (Cashbox Top 100)   | 21             |

| Região                                              | Certificação | Vendas  |
| --------------------------------------------------- | ------------ | ------- |
| Canadá (Music Canada)                               | Ouro         | 50,000^ |
| Estados Unidos (RIAA)                               | Ouro         | 50,000^ |
| *números de vendas baseados somente na certificação |              |         |

## Versão de Mariah Carey
Mariah Carey co-produziu seu cover da música com Walter Afanasieff para seu quinto álbum, Daydream. A carreira de Carey cruzou o caminho do Journey: o baterista da banda Steve Smith tocou bateria em muitos de seus singles anteriores, e seu baixista por um curto período em meados da década de 1980, Randy Jackson, trabalha com ela há muito tempo.
A canção foi lançado como o terceiro single do álbum entre o final de 1995 e o início de 1996 na maioria dos mercados fora dos Estados Unidos. Ele se tornou o hit número 4 no Reino Unido e foi apresentado ao vivo no programa de televisão da BBC, Top of the Pops. Também ficou entre os dez primeiros na Irlanda e na Nova Zelândia e no número 15 nos Países Baixos. O videoclipe do single, dirigido por Larry Jordan, é uma performance ao vivo da música de Carey no Madison Square Garden. O vídeo da versão em espanhol da música, "El Amor Que Soñé", também é uma performance ao vivo daquela noite.
Um CD single do Reino Unido para "Open Arms" incluiu a faixa do Daydream, "I Am Free" e versões ao vivo de "Fantasy" e "Vision of Love" (1990). Outra versão do CD consistiu nos cortes de álbum de "Hero" (1993) e "Without You" (1994), e uma edição de rádio de "I'll Be There" (1992).
As vendas no Reino Unido da música são de 105.000 unidades.

### Recepção crítica
O cover foi universalmente criticada pelos críticos. Bill Lamb sentiu que era "simplesmente uma seleção de músicas sem inspiração". Stephen Thomas Erlewine também criticou o cover, chamando-a de "segunda categoria". "Open Arms" também recebeu uma crítica negativa de Stephen Holden, que o chamou de "remake soluço"." A Rolling Stone chamou o  cover de "desaconselhado".

### Formatos e listas de faixas
CD britânico (parte 1)/CD/cassete australiano (parte 1)
1. "Open Arms" - 3:30
2. "I Am Free" - 3:09
3. "Fantasy" (Ao vivo no Fantasy: Mariah Carey at Madison Square Garden) - 4:32
4. "Vision of Love" (Ao vivo no Fantasy: Mariah Carey at Madison Square Garden) - 3:50

CD do Reino Unido (parte 2)
1. "Open Arms"
2. "Hero"
3. "Without You"
4. "I'll Be There"

CD/cassete australiano (parte 2)
1. "Open Arms" - 3:30
2. "Slipping Away" - 4:32
3. "El Amor Que Soñé" - 3:29

Cassette Single britânico
1. "Open Arms" - 3:30
2. "I Am Free" - 3:09

CD Single europeu
1. "Open Arms" - 3:30
2. "Vision of Love" (Ao vivo no Fantasy: Mariah Carey at Madison Square Garden) - 3:49

CD Maxi-Single europeu/12" Single europeu
1. "Open Arms" - 3:30
2. "Fantasy" (Ao vivo no Fantasy: Mariah Carey at Madison Square Garden) - 4:31
3. "Vision of Love" (Ao vivo no Fantasy: Mariah Carey at Madison Square Garden) - 3:49
4. "Make It Happen" (Ao vivo no Fantasy: Mariah Carey at Madison Square Garden) - 4:43

## Desempenho nas tabelas musicais
| Tabela musical (1996)               | Melhor posição |
| ----------------------------------- | -------------- |
| Alemanha (Official German Charts)   | 65             |
| Austrália (ARIA)                    | 27             |
| Bélgica (Ultratop 50 da Valônia)    | 29             |
| Europa (European Hot 100 Singles)   | 39             |
| França (SNEP)                       | 29             |
| Islândia (Íslenski Listinn Topp 40) | 14             |
| Irlanda (IRMA)                      | 7              |
| Nova Zelândia (Recorded Music NZ)   | 8              |
| Países Baixos (Dutch Top 40)        | 17             |
| Países Baixos (Single Top 100)      | 15             |
| Suécia (Sverigetopplistan)          | 54             |
| Suíça (Schweizer Hitparade)         | 30             |

| Tabela musical (1996)        | Melhor posição |
| ---------------------------- | -------------- |
| Países Baixos (Dutch Top 40) | 161            |